# كلايتون لويس (رسام)
كلايتون لويس (بالإنجليزية: Clayton Lewis)‏ هو فنان ورسام أمريكي، ولد في 15 مارس 1915، وتوفي في 15 سبتمبر 1995.